# Pediobius vignae
Pediobius vignae är en stekelart som först beskrevs av Jean Risbec 1951.  Pediobius vignae ingår i släktet Pediobius och familjen finglanssteklar. Inga underarter finns listade i Catalogue of Life.